# Anchor (雑誌)
『Anchor』（アンカー）は月刊の企業情報雑誌。中小企業の経営者を中心に、医療機関・福祉施設従事者、法曹人、店舗オーナーなど、多種多様な業種の経営者を特集している。毎月1日発行で、定価は1,500円＋税。情報掲載は有料で、取材では芸能人など有名人がインタビュアーを務める。

## 関連リンク
- 星雲社